# Nick Warren
Nicholas John Warren (Bristol, Inglaterra,  24 de octubre de 1960) más conocido como Nick Warren, es un DJ y productor de música electrónica Inglés. Es conocido por sus ocho álbumes editados por Global Underground, así como por ser miembro del dúo Way Out West. Además, es el responsable de A&R en Hope Recordings.

## Biografía
Nick Warren comienza su carrera en 1987, especializándose en el reggae y la música independiente. A inicios de 1990, ya se había convertido en uno de los disc jockeys más importantes de Brístol, gracias a que fungió como telonero de Massive Attack. A mediados de ese mismo año, comenzó su residencia en el centro nocturno Cream de Liverpool.
En 1994, mientras era empleado de una tienda de discos, Warren conoció al productor Jody Wisternoff, con quien decidió trabajar conjuntamente. La primera producción del dueto fue la canción Paradise is the Sound, que se presentó bajo el nombre artístico «Sub-Versión 3». Los dos siguientes lanzamientos fueron emitidos bajo el nombre artístico «Echo».
Posteriormente, en 1997, el grupo dio a conocer su álbum primicia, Way Out West, del que tomó su actual nombre.
Paralelamente a su participación en Way Out West, Nick ha trabajado de forma independiente, como lo hacen constar los sencillos In Search of Silver y Buenos Aires —dados  a conocer en 2010 y 2011, respectivamente—, así como el Psychedelic Wheel Mix hecho al sencillo Naive, de Tom Glass, y el lanzamiento de su programa radiofónico Sound Garden por Frisky Radio.